# Antoine Tomé
Antoine Tomé, originaire de Saint-Éloy-les-Mines, est un acteur, auteur-compositeur-interprète et musicien français.
Il est très actif dans le doublage. Il est la voix française régulière de Danny Trejo, John Ventimiglia ; il est une des voix récurrentes de Dolph Lundgren, John Travolta, Ving Rhames, Nestor Carbonell, Eamonn Walker. Il participe à de nombreux anime, il est la voix de maître Splinter dans les séries Les Tortues Ninja de 2012 et Le Destin des Tortues Ninja (2018-2020), de Chorum dans Lastman (2016), de Gabriel Agreste dans Miraculous (2015-), de Black Dynamite dans la série du même nom (2012-2015) et enfin de All for One à partir de la saison 3 de My Hero Academia (2018-).
Il est doubleur de personnages de jeux vidéo : Augustus Cole dans la saga Gears of War (2006-), Irving Lambert dans la saga Tom Clancy's Splinter Cell (2002-2010) et Claptrap dans la saga Borderlands (2009-), des personnages dans les RPG / Action-RPG (Oblivion, la saga Fallout, la trilogie Mass Effect).
Il met au point plusieurs instruments de musique, dont le tricardon.

## Biographie
Les premiers souvenirs musicaux d'Antoine Tomé sont liés à ses parents. Son père, ouvrier dans une aciérie, était joueur d'accordéon et sa mère, chanteuse. Son approche de la musique est instinctive,. Enfant, il chante, imagine des chansons, peint et dessine. Il invente ses « percussions vocales » qu'il considère comme « une langue à part entière, une langue de l'émotion », qu'il nomme « pretchichicocoa». Vers l'âge de 13 ans, il écrit sa première chanson qui raconte une histoire d'amour entre un chevalier et une lavandière qu'il aperçoit alors qu'il chevauche près d'une rivière.
Lycéen à Clermont-Ferrand, Antoine Tomé joue le rôle d'Hémon dans la pièce Antigone de Jean Anouilh et se passionne pour la comédie. Il joue dans une troupe locale puis entre au conservatoire. Un an plus tard, il en sort titulaire du premier prix de comédie moderne. Il fonde une troupe nommée « Les Colères d'Aristide » dont il est l'auteur en août 1972. La troupe part pour Grenoble où il survit en vendant ses dessins et en effectuant des emplois d'appoint. Après s'être accompagné d'objets en guise de percussion, il joue désormais d'un instrument de sa création : le monocardon, qui est une kora modifiée à une corde frappée. Ses œuvres sont exposées dans une galerie locale pour laquelle il élabore une ambiance musicale avec sa voix, son monocardon et des percussions à l'aide d'un magnétophone multipistes.
En 1975, Antoine Tomé arrive à Paris où il fréquente des artistes locaux. Il vivote de la vente de ses dessins dans le métro. En parallèle, il chante dans de petites salles telles que le théâtre de la Vieille-Grille, ou dans des restaurants. Il met au point le bicardon, une guitare offerte par un milliardaire anonyme dont il n'a gardé que deux cordes. Il démarche les labels de disques. En 1977, le producteur de disques Moshé-Naïm lui propose d'enregistrer son premier album. Il écrit et compose toutes les chansons de son premier album, Les Chants du cœur, ce qu'il fera sur tous ses albums studio à venir, et y joue du darbouka, du monocardon et du bicardon.
Les Chants du Cœur est le seul de ses albums vinyles à avoir été réédité au format CD, en 1995. Il est réédité en 2018 dans un remixage des masters de la précédente réédition par le label français Newom Records. Moshé-Naïm fait faillite, ce qui laisse l'artiste sans maison de disques. En 1978, il publie à petit tirage un recueil de textes et poèmes intitulé Préhistoria illustré par ses soins. Il retrouve un éditeur musical, Philippe Gallois-Montbrun, avec qui il enregistre le disque Innocence en 1979. Il est l'auteur de toutes les chansons, de tous les arrangements, y joue de la guitare comportant trois cordes (visible sur la pochette de l'album Farniente) ainsi que du mellotron. Il dessine le verso de la pochette intitulée Naître de la pierre. Il se produit entre autres au Printemps de Bourges.
Deux ans plus tard, Antoine Tomé crée le disque L'Amour titan sous le label Flarenasch dont il signe à nouveau tous les titres, les arrangements et l'illustration au verso intitulée La Barque du soleil. Il publie deux autres albums sous ce label : Farniente, en 1982, avec la chanson La Nana-ouh !, dont les arrangements sont créés en collaboration ; Tous les murs de la ville, en 1984 dans lequel il utilise le tricardon. Il ne publie pas d'autre album pendant six ans, période durant laquelle il enregistre quelques 45-tours, dont un de dance sous le pseudonyme de Toto Nimate. Il commence la carrière de doubleur sous la direction artistique de Michel Eloy.
Il prend le chemin des studios en 1990 pour l'album Éternité grâce au soutien financier de Francis Cabrel,. Les arrangements des chansons sont effectués en collaboration. Éternité a été en partie mixé par Trevor Vallis, ingénieur du son de Peter Gabriel.

## Réception critique
À sa sortie, l'album Les Chants du cœur est salué par la critique pour son « langage orgueilleusement différent », de par ses instrumentations inhabituelles et l'utilisation massive de percussions. De ce fait, l'album est parfois vu comme un précurseur de la world music. Le magazine Le Monde de la musique consacre au disque ainsi qu'à Antoine Tomé un court article élogieux en 1979, qui souligne la proximité avec la musique africaine, en particulier les rythmes.
Francis Cabrel dit à son propos « J’aime la grande pureté de ses écritures ; chez lui, pas de blues, aucun reproche, aucune peine… Sa route est faite de transparences et de belles lumières. ».
Le journaliste Lucien Rioux le décrit comme un artiste « très original [...] amoureux des sons d'Afrique et sorcier de la chanson. »
Le journaliste Jacques Vassal écrit « [que sur scène, il retrouvait le miracle de la parole nue. Cela lui a valu des critiques généralement élogieuses et l'estime des professionnels. [...] Un soir à la Vieille Grille [...] Jacques Higelin  [...] le félicita chaleureusement, visiblement ému de la découverte. »

## Discographie

### Albums
- 1977 : Les Chants du cœur
- 1979 : Innocence
- 1981 : L'Amour titan - Histoire du soleil et divagations autour de la Lune, Tome 1
- 1982 : Farniente - Histoire du soleil et divagations autour de la Lune, Tome 1 bis
- 1984 : Tous les murs de la ville
- 1990 : Éternité
- 1991 : Antoine Tomé chante Ronsard & Apollinaire (Cassette audio autoproduite)
- 1999 : Voyage…
- 2000 : Le Royaume : Contes, légendes et balivernes, tome 1 (CD autoproduit)
- 2002 : Vivant ! Contes, légendes et balivernes, tome 2 (album live)
- 2011 : Romantik tubes volume zéro
- 2017 : Romantik tubes volume 1
- 2019 : Romantik tubes volume 2

### Singles
- 1982 : Le Docteur aux grandes oreilles / Je ne saurais aimer autre que vous
- 1984 : Calcutta / Perdre le Nord, trouver le Nord
- 1986 : Hello Caroline / L'homme clandestin
- 1987 : Unis vers l'univers / Manlagosha / Boulevard des stars
- 1988 : Hey Ha Hey, enregistré sous le pseudonyme Toto Nimatte (sic)
- 1990 : Jolly Jumper / Le baroudeur solitaire
- 1990 - Un sexe grand comme le ciel / Éternité
- 1991 : Être un géant (remix) / Corine
- 2014 : As-tu déjà parlé à un arbre ? (Extended play)
- 2015 : Vert

### Collaborations
- 1999 : Album Odyssées du groupe XII Alfonso (duo avec Judith Robert sur le titre Odyssée et participation au titre Invisible Links (Part 2))
- 2009 : Chanson Terre, tu peux compter sur moi enregistré sous le nom du groupe fictif Les enfants du phare, chanson écologiste parodique et publicité pour Volkswagen[1]

### En groupe
- 2016 : Windtalker enregistré sous le pseudonyme Toto Nimate avec Tribe
- 2018 : Poèmes de Ronsard et Apollinaire avec les Passeurs d'étoiles

## Théâtre
Antoine Tomé a joué dans de nombreuses pièces de théâtre.

## Filmographie

### Cinéma

#### Longs métrages
- 2000 : Le Cœur à l'ouvrage de Laurent Dussaux : le vendeur du sexshop
- 2002 : Par amour pour toi de Gérard Rombi : le junkie dans le jardin public
- 2015 : Le Hobbit : Le Retour du roi du Cantal de Léo Pons : le seigneur d'Aurillac

#### Courts métrages
- date inconnue : Camposanto de lui-même
- date inconnue : Prélude à Pink Narcissus de Philippe Bensoussan
- 1997 : La Bonne Pioche de Frédéric Graziani
- 2010 : Nuit de veille de Maël Rannou : Lionel
- 2022 : Le Buron, de Léo Pons

### Télévision

#### Séries télévisées
- 2013 : Le Jour où tout a basculé : Éric (épisode Mon père me cache un lourd secret…)

### Clips
- 1990 : Jolly Jumper
- 2017 : Un sexe grand comme le ciel de Mathilde Fernandez

## Doublage

### Cinéma

#### Films
- Danny Trejo dans (14 films) :
  - Eyeborgs (2009) : G-Man
  - Bad Ass (2012) : Frank Vega
  - Froid comme la vengeance (2013) : Javier Reyes
  - Dead in Tombstone (2013) : Guerrero Hernandez
  - Bad Asses (2014) : Frank Vega
  - Last Chance Hotel (2014) : Jack
  - Opération Muppets (2014) : Danny Trejo
  - Bad Luck (2014) : Vic
  - Bad Asses on the Bayou (2015) : Frank Vega
  - Mostly Ghostly : Une nuit dans la maison hantée (2016) : M. Morgo
  - Death Race: Anarchy (2018) : Goldberg
  - Acceleration (2019) : Santos
  - Un quartier totalement wouf ! (2021) : Vinnie (voix)
  - Clerks 3 (2022) : un homme aux auditions

- Dolph Lundgren dans (13 films) :
  - Johnny Mnemonic (1995) : le prêcheur des rues
  - Missionary Man (2007) : Ryder
  - Diamond Dogs (2007) : Xander Ronson
  - Piégés (2012) : Andy Spector
  - La Crypte du dragon (2013) : Harker
  - Hard Rush (2013) : Maxwell
  - Riot : Enfermé pour tuer (2015) : William
  - Don't Kill It (2016) : Jebediah Woodley
  - Altitude (2017) : Matthew Sharpe
  - Black Water (2018) : Marco
  - Acceleration (2019) : Vladik
  - Piège de Métal (2022) : Richard Ericson
  - Section 8 (2022) : Tom Mason

- John Travolta dans (6 films) :
  - Le Déshonneur d'Elisabeth Campbell (1999) : Paul Brenner
  - Battlefield Earth (2000) : Terl
  - Opération Espadon (2001) : Gabriel Shear
  - Piège de feu (2004) : Mike Kennedy
  - The Punisher (2004) : Howard Saint
  - Life on the Line (2016) : Beau

- Ving Rhames dans (6 films) :
  - Saving God (2008) : Armstrong Cane
  - Animal 2 (2009) : Animal
  - The Goods: Live Hard, Sell Hard (2009) : Jibby Newsome
  - Mafia (2012) : Renzo Wes
  - Seven Below (2012) : Jack
  - Operator (2014) : Caller

- Pruitt Taylor Vince dans (4 films) :
  - Mauvais Piège (2002) : Marvin
  - Identity (2003) : Malcolm Rivers
  - Constantine (2005) : le père Hennessy
  - Crime Story (2021) : Tommy

- Jim Fitzpatrick dans :
  - Operation Delta Force 3 : Clear Target (1998) : Skip Lang
  - U.S. Seals (2000) : Mike Bradley
  - Code Meurtrier (2002) : John Davis

- Bruce Campbell dans :
  - Man with the Screaming Brain (2005) : William Cole
  - Bubba Ho-tep (2006) : Elvis Presley, Sebastian Haff
  - Black Friday (2021) : Jonathan Wexler

- Richard Jenkins dans :
  - Flirter avec les embrouilles (1996) : Paul Harmon
  - De quelle planète viens-tu ? (2000) : Don Fisk

- Oliver Platt dans :
  - L'Homme bicentenaire (1999) : Rupert Burns
  - Mafia parano (2000) : Fulvio Nesstr

- David Caruso dans :
  - Froid comme la vengeance (1997) : Ned Tash
  - Body Count : Les braqueurs (1998) : Hobbs

- Eamonn Walker dans :
  - Duma (2005) : Ripkuna
  - Cadillac Records (2008) : Howlin' Wolf

- Art Malik dans :
  - Wolfman (2010) : Singh
  - Infiltrator (2016) : Akbar Bilgrami

- Brad William Henke dans :
  - Pee-wee's Big Holiday (2016) : Grizzly Bear Daniels
  - Wounds (2019) : Eric

- Corbin Bernsen dans :
  - Judgment (2001) : Mitch Kendrick
  - Hell Beast (2011) : Carl

- David Bradley dans :
  - American Samurai (1992) : Andrew « Drew » Collins
  - American Ninja V (1993) : Joe Kastle

- Kevin McKidd dans :
  - Hannibal Lecter : Les Origines du mal (2007) : Petras Kolnas
  - La Dernière Légion (2007) : Wulfila

- Matthew Modine dans :
  - Le Maître du jeu (1997) : Walter Schmeiss
  - If... Dog... Rabbit... (1999) : Johnnie Cooper

- Don Shanks dans :
  - Chevauchée avec le diable (1999) : George
  - The Crow 3: Salvation (2000) : le garde no 1

- Dennis Quaid dans :
  - Cœur de dragon (1996) : Bowen
  - Born a Champion (2021) : Mason

- Brian Bosworth dans :
  - Stone Cold (1991) : Joe Huff / John Stone
  - The Christmas Project 2 (2020) : le coach Hagbart

- Nicolas Cage dans :
  - Amos et Andrew (1993) : Amos Odell
  - The Old Way (2023) : Colton Briggs

- John Ventimiglia dans :
  - The Notorious B.I.G. (2009) : l'inspecteur Farelli
  - Ava's Possessions (2015) : le Père Merrino

- Bruce Dern dans :
  - The Gateway (2021) : Marcus
  - The Siege at Rykers Station (2021) : Blair

- Mackenyu dans :
  - Fullmetal Alchemist : La vengeance de Scar (2022) : Scar
  - Fullmetal Alchemist : La dernière alchimie (2022) : Scar

- 1991 : Ricochet : Earl Talbott Blake (John Lithgow)
- 1993 : La Vie secrète de Jeffrey Dahmer : Jeffrey Dahmer (Carl Crew)
- 1993 : Le Bon Fils : Wallace Evans (Daniel Hugh Kelly)
- 1994 : Street Fighter : Général Bison (Raúl Juliá)
- 1994 : Joyeux Noël : Chris (Liev Schreiber)
- 1994 : L'Histoire sans fin 3 : Retour à Fantasia : Rage (Adrien Dorval) et le photographe (Richard Newman)
- 1995 : Programmé pour tuer : John Donovan (Costas Mandylor)
- 1995 : Tank Girl : Deetee (Reg E. Cathey)
- 1995 : Strange Days : Dwayne Engelman (William Fichtner)
- 1995 : Le Village des damnés : le révérend George (Mark Hamill)
- 1995 : Decoy : Baxter (Peter Weller)
- 1995 : Policier : Lorenzo Ferri / Lazzaro (Claudio Amendola)
- 1995 : Steel Frontier : Yuma (Joe Lara)
- 1995 : La Tribu Brady : M. Watanabe (Keone Young)
- 1995 : Fièvre à Columbus University : Scott Moss (Cole Hauser) et Davis le coach (John Walton Smith Jr.)
- 1996 : Bio-Dome : Joachim West, le reporter (Butch McCain)
- 1996 : La Jurée : Eddie (James Gandolfini)
- 1996 : Les Hommes de l'ombre : Elleroy Coolidge (Chazz Palminteri)
- 1996 : Mes doubles, ma femme et moi : Del King (Richard Masur)
- 1996 : Daylight : Roy Nord (Viggo Mortensen)
- 1996 : Alaska : Jake Barnes (Dirk Benedict)
- 1996 : The Lord Protector: The Riddle of the Chosen : Pentakis (Ron Hale)
- 1996 : Happy Gilmore : Mr Lawson (Richard Kiel)
- 1997 : Mean Guns : Vincent Moon (Ice-T)
- 1997 : Danger Zone : Rick Morgan (Billy Zane)
- 1998 : Soldier : Rubrick (Mark Bringleson)
- 1998 : Free Money : Lauter (Jean-Pierre Bergeron)
- 1998 : Overdrive : Matt Stricker (Steve Guttenberg)
- 1998 :  Préjudice : Richard Aufiero (David Thornton)
- 1999 : 8 millimètres : George Higgins / Machine (Chris Bauer)
- 1999 : Virus : Hiko (Cliff Curtis)
- 2000 : Red Team : Jason Chandler (Patrick Muldoon)
- 2000 : Un homme à femmes : Hal (Ken Hudson Campbell)
- 2000 : Erin Brockovich, seule contre tous : Pete Jensen (Michael Harney) et Matt le barman (Matthew Kimbrough)
- 2000 : De si jolis chevaux : Don Hector de la Rocha y Villarreal (Rubén Blades)
- 2000 : The Patriot : Le Chemin de la liberté : le capitaine Bordon (Jamieson Price)
- 2000 : Shaft : Frank Palmieri (Richard Cocchiaro)
- 2000 : Essex Boys : Peter Chase (Larry Lamb)
- 2000 : Docteur T et les Femmes : Eli (Andy Richter)
- 2001 : Le Dernier Château : Cutbush (Jeremy Childs)
- 2001 : Évolution : le mari au Tumbleweeds (Tony Mirzoian)
- 2001 : Glitter : Rafael (Eric Benét)
- 2001 : Joe La Crasse : le père de Joe (Fred Ward)
- 2001 : Le Mexicain : Bobby Victory (Jeremy Roberts)
- 2001 : Bad Luck! : Duke (Keith Nobbs)
- 2001 : Hors limites : Useldinger (Matthew G. Taylor)
- 2002 : Les Aventures de Mister Deeds : Kevin Ward (Brandon Molale)
- 2002 : Compte à rebours mortel : Jones (Courtney B. Vance)
- 2002 : Adaptation : Tony, le ranger (Jim Beaver)
- 2002 : Ballistic : Robert Gant / Clark (Gregg Henry)
- 2002 : Les Loups de Wall Street : Dyson Keller (Eric Roberts)
- 2002 : Le Smoking : un videur (Fred Rutherford)
- 2003 : The Bone Snatcher : Karl (Warrick Grier)
- 2004 : Hidalgo : Sakr (Adoni Maropis)
- 2004 : Troie : Ajax le grand (Tyler Mane)
- 2004 : Beyond The Sea : Steve Blauner (John Goodman)
- 2004 : Air Strike : Ben Garret (Robert Rusler)
- 2004 : Les Vacances de la famille Johnson : Lump Johnson, le cousin (Rodney Perry (en))
- 2005 : Le Territoire des morts : Manolete (Sasha Roiz)
- 2005 : V for Vendetta : le tueur en manteau de tweed (Ian Burfield)
- 2005 : Dracula III: Legacy : le père Uffizi (Jason Scott Lee)
- 2005 : Chaos : Damon Richards (Ty Olsson)
- 2005 : Ma sorcière bien-aimée : Jim Fields (David Alan Grier)
- 2005 : Iowa : Larry Clarkson (Michael T. Weiss)
- 2005 : The King Maker : Fernando de Gama (Gary Stretch) et le Roi Chairacha (Nirut Sirichanya)
- 2005 : Spanglish : Mac (Thomas Haden Church)
- 2005 : The Proposition : officier Halloway (Boris Brkic)
- 2005 : Les Aventures de Shark Boy et Lava Girl : le père de Shark Boy (Rico Torres)
- 2006 : Man of the Year : Eckhart (Dmitry Chepovetsky)
- 2006 : The Detonator : Pavel (Bogdan Uritescu)
- 2006 : Soft Target : Jack Paxton (Fred Williamson) et Jake Lawlor (Martin Kove)
- 2006 : Zoom : L'Académie des super-héros : Dylan West / Houdini (Michael Cassidy)
- 2006 : Bottoms Up : Oncle Earl (David Keith)
- 2006 : Scoop : Mike Tinsley (Kevin McNally)
- 2006 : Mission impossible 3 : le garde du corps de Davian (Jeff Chase)
- 2007 : The List : Desmond Larochette (Malcolm McDowell)
- 2007 : Medieval Pie : Territoires vierges : Gerbino (Tim Roth)
- 2008 : Blood Bride : Les Noces de sang : Le shérif Fields (Robert R. Shafer)
- 2008 : Stiletto : Virgil Vadalos (Tom Berenger)
- 2008 : Street Warrior : Baldus (Gary Kasper)
- 2008 : Intraçable : Agent du FBI Carter Thompson (Kirk Mouser)
- 2008 : Le Parrain : Philip Tattaglia (Victor Rendina (en)) (redoublage de 2008)
- 2009 : Infestation : l'homme portoricain (Ismael 'East' Carlo) et Albert (Wesley Thompson)
- 2009 : L'Assistant du vampire : Murlaugh (Ray Stevenson)
- 2009 : The Bleeding : Shawn Black (Matthias Michael)
- 2009 : Heartless : Papa B (Joseph Mawle)
- 2009 : Sutures : Dr Hopkins (Andrew Prine)
- 2009 : Love N' Dancing : Principal Bees (David House)
- 2010 : Mise à prix 2 : Fritz Tremor (Michael Parks)
- 2010 : Le Silence des ombres : Virgil (Brian A. Wilson)
- 2010 : Freestyle : Carter (Colin Salmon)
- 2010 : Star Cruiser : Rick Walker (Jack Moik)
- 2011 : The Last Days : M. Bordasche (Jon Polito) et Dr Villinger (David Fabrizio)
- 2011 : Blackthorn : Mackinle (Stephen Rea)
- 2011 : Super Shark : « Dynamite » Stevens (Jimmie Walker)
- 2012 : Prof poids lourd : Niko (Bas Rutten)
- 2012 : L'Ombre du mal : Reagan (Brendan Coyle)
- 2012 : Crawlspace : Fourpack (Eddie Baroo)
- 2012 : Le Roi Scorpion 3 : L'Œil des dieux : Argomael, le destructeur (David Bautista)
- 2012 : Safe : l'inspecteur Lasky (Matt O'Toole)
- 2012 : Columbus Circle : Dr Raymond Fontaine (Beau Bridges)
- 2013 : Malavita : Rocco (Jon Freda)
- 2013 : Copains pour toujours 2 : Tommy Cavanaugh (Jonathan Loughran)
- 2013 : Sparks : Archer (Clancy Brown)
- 2013 :  Vikingdom : L'Éclipse de sang : Thor (Conan Stevens)
- 2013 :  Jimi: All Is by My Side : Michael X (Adrian Lester)
- 2013 :  Le Loup de Wall Street : Carl Winslow, dans la série télévisée (Reginald VelJohnson)
- 2014 : Brick Mansions : le maire Reno (Richard Zeman)
- 2014 : Red Sky : Jason Cutter (Mario Van Peebles)
- 2015 : Le Hobbit : Le Retour du roi du Cantal : Bifur (Dylan Gracia) et voix additionnelles
- 2015 : Le Transporteur : Héritage : Stanislav Turgin (Anatole Taubman)
- 2015 : Seul contre tous : Justin Strzelczyk (Matt Willig)
- 2015 : Truman : le médecin (Pedro Casablanc)
- 2015 : Ted 2 : Tom Jessup (John Carroll Lynch)
- 2016 : Darkweb : nom du personnage inconnu (Danny Glover)
- 2016 : Warcraft : Le Commencement : le roi Magni Barbe-de-Bronze (Michael Adamthwaite)
- 2016 : Sniper: Special Ops : le sergent Vic Mosby (Tim Abell)
- 2016 : Countdown : le lieutenant Cronin (Glenn Jacobs)
- 2016 : Interrogation : Mark Law (Michael Rogers)
- 2016 : La Planète des requins : Moffat (Daniel Barnett (de))
- 2017 : Mudbound : le shérif Thacker (Charley Vance)
- 2017 : American Justice : Jack Justice (Tom Lister, Jr.)
- 2018 : Death Wish : l'officier McCord (Jason Cavalier)
- 2018 : Battle Drone : Grigori Romanov (Oleg Taktarov)
- 2018 : The Head Hunter : Father (Christopher Rygh)
- 2018 : The Work Wife : Harper (Lester Purry)
- 2018 : Mission impossible : Fallout : un membre des Apôtres à Berlin [Qui ?]
- 2018 : Intrigo : Mort d'un auteur : Alex Henderson (Ben Kingsley)
- 2018 : O.G. (en) : ? (?)
- 2019[26] : Mission Paradis : lui-même (Jorge Alfaro)
- 2019 : La Légende du dragon[27] : James Hook (Arnold Schwarzenegger)
- 2019[28] : Les Disparues de Valan : János (András Hatházi)
- 2020 : The Last Full Measure : Ray Mott (Ed Harris)
- 2020 : Jiu Jitsu : Hickman (John D. Hickman)
- 2021 : Mortal Kombat : Shang Tsung (Chin Han)
- 2021 : Muppets Haunted Mansion : voix additionnelles
- 2021 : The Gateway : Terry (Keith David)
- 2021 : Bull : Bull (Neil Maskell)
- 2021 : Catch the Bullet : Des (Tom Skerritt)
- 2023 : Ant-Man et la Guêpe : Quantumania : Xolum (Jamie Andrew Cutler) (voix)
- 2023 : Indiana Jones et le Cadran de la destinée : le colonel Weber (Thomas Kretschmann)
- 2023 : Killers of the Flower Moon : Paul Red Eagle (Everett Waller)
- 2023 : The Family Plan : McCaffrey (Ciarán Hinds)
- 2024 : Race for Glory: Audi vs. Lancia[27] : Cesare Fiorio (Riccardo Scamarcio)

#### Films d'animation
- 1995 : Galaxy Express 999 : Alfred
- 1996 : Beavis et Butt-Head se font l'Amérique : Muddy Grimes et Bill Clinton[n 1]
- 2001 : Saiyuki Requiem : Dogan
- 2006 : Bleach: Memories of Nobody : Ganryū et Jai
- 2008 : Delgo : Maître Marley[n 2]
- 2008 : One Piece, épisode de Chopper : Le Miracle des cerisiers en hiver : Docteur Hiluluk
- 2010 : Dante's Inferno: An Animated Epic : Dante[n 3]
- 2011 : Bouddha : Le Grand Départ : Asita, maître de la mère de Chapra
- 2013 : Fairy Tail, le film : Dragon Cry : Panther Lily
- 2015 : Les Nouvelles Aventures de la Petite Sirène : Tom
- 2016 : Ratchet et Clank : Grimroth[n 4]
- 2017 : Mazinger Z Infinity : Broken
- 2019 : Nicky Larson Private Eyes : voix additionnelles
- 2020[n 5] : Made in Abyss : L'Aurore de l'âme des profondeurs : Main en Prière
- 2020 : Le Dragon argenté (en) : Ortimore
- 2021 : Même les souris vont au paradis : Papa Souris et les hannetons
- 2021 : Sword Art Online Progressive: Aria of a Starless Night (en) : Agil et Mito (forme masculine)
- 2021 : La Maison des égarées : Tanaka Jizō
- 2022 : Le Destin des Tortues Ninja, le film : Splinter
- 2022 : Dragon Ball Super: Super Hero : Carmine[29]
- 2023 : Miraculous, le film : Gabriel Agreste / le Papillon (création de voix)
- 2024 : Baki Hanma vs Kengan Ashura : voix additionnelles
- 2024 : Angelo dans la forêt mystérieuse : l'ogre

### Télévision

#### Téléfilms
- Heio von Stetten dans :
  - Michel Strogoff (1999) : Jules Vermont
  - La mort tout Schuss (1999) : Maximilian
  - Le Cadeau de Noël (2001) : Volker Lehmann

- Patrick Muldoon dans :
  - Randonnée fatale (2000) : Viggo
  - Dangereuse Convoitise (2007) : Caleb Theroux
- 1994 : Confessions d'une rebelle : Joe (Judson Mills)
- 1994 : L'espoir d'une mère : M. Black (Tim Progosh)
- 1998 : Gotti : Leader du gang (George T. Odom)
- 1998 : Blackjack : Jack Devlin (Dolph Lundgren)
- 2002 : The Whistle-Blower : Louis T. Weitzman (Zach Grenier)
- 2004 : La Chasse au Requin Tueur : Carlos Rivera (Gregor Bloéb)
- 2005 : A l'ombre de mes yeux : Malcolm Humphries (Todd Sandomirsky)
- 2006 : 8 jours pour mon fils : Craig (Ty Olsson)
- 2008 : Fire and Ice : Les Chroniques du dragon : le roi Pontiero (Cabral Ibacka)
- 2010 : Le Pacte des non-dits : Jim (Fred Henderson)
- 2013 : Nature morte : l'inspecteur-en-chef Armand Gamache (Nathaniel Parker)
- 2013 : Les Sauveurs de l'espace : le commandant Phillips (Danny Glover)
- 2014 : Loin des yeux, loin du Cœur : Roger Calhoun (Lorne Cardinal)
- 2015 : Le Pays de Noël : Oncle Frank (Wes Wright)
- 2016 : En route vers le mariage : Bruce (Neill Fearnley)
- 2017 : Une inquiétante jeune fille au pair : Dutros (Nicholas Guest (en))
- 2019 : Trouver l’amour à Noël : Owen (Dorian Gregory)

#### Séries télévisées
- John Ventimiglia dans (10 séries) :
  - New York Police Blues (1997) : Michael Zorzi (saison 4, épisode 12)
  - Les Soprano (1999-2007) : Arthur « Artie » Bucco (36 épisodes)
  - Unité 9 (2000-2001) : Justin Malik (3 épisodes)
  - Les Experts (2007) : Stanley Vespucci (saison 8, épisode 5)
  - New York, section criminelle (2007) : Ronald Hawk (saison 7, épisode 6)
  - FBI : Duo très spécial (2009) : Burrelli (saison 1, épisode 3)
  - Mercy Hospital (2010) : Damiano (épisodes 16, 20 et 21)
  - Person of Interest (2012) : Christopher Zambrano (saison 2, épisode 5)
  - Believe (2014) : Steve Vignatti (saison 1, épisode 13)
  - Bull (2016) : Dormit (saison 1, épisode 7)

- Nestor Carbonell dans (6 séries) :
  - Susan! (en) (1996-2000) : Luis Rivera (93 épisodes)
  - Resurrection Blvd. (en) (2000) : Peter Terrano (6 épisodes)
  - Cane (2007) : Frank Duque (13 épisodes)
  - Ringer (2011-2012) : l'agent Victor Machado (22 épisodes)
  - Bates Motel (2013-2017) : le shérif Alex Romero (47 épisodes)
  - The Good Wife (2014) : Daniel Irwin (saison 5, épisode 20)

- Danny Trejo dans (6 séries) :
  - Sons of Anarchy (2011-2012) : Romero « Romeo » Parada (14 épisodes)
  - NCIS : Los Angeles (2014) : Tuhon (saison 5, épisode 15)
  - Blue Bloods (2019) : Jose Rojas (saison 9, épisode 19)
  - What We Do in the Shadows (2019) : Danny Trejo (saison 1, épisode 7)
  - Monstromalins (2020) : Cookie Cornelius (saison 2, épisode 6)
  - Le Nouveau Muppet Show (en) (2020) : Danny Trejo (épisode 2)

- David Figlioli dans (5 séries) :
  - Castle (2011) : Ralph Marino (saison 4, épisode 8)
  - First Murder (2014-2015) : Nick Torres (6 épisodes)
  - Backstrom (2015) : David Kettering (épisode 4)
  - Brooklyn Nine-Nine (2017) : Daniel Valdano (saison 5, épisode 5)
  - Mom (2018) : Andre (saison 5, épisode 12)

- Eamonn Walker dans (4 séries) :
  - Oz (1997-1998) : Kareem Saïd (saisons 1 et 2)
  - Urgences (2006) : Dr Stephen Dakarai (saison 12, épisodes 15, 19 et 20)
  - Justice (2006) : Luther Graves (13 épisodes)
  - Strike Back (2012) : Walter Lutulu (saison 3, épisodes 7 et 8)

- Daniel Hugh Kelly dans (4 séries) :
  - Le Juge et le Pilote (1983-1986) : Mark « Skid » McCormick
  - La Famille du bonheur (1996-1997) : Noah Beckett
  - Au-delà du réel : L'aventure continue (1999) : Alex Buchanan (saison 5, épisode 19)
  - New York, unité spéciale (2005) : Mark Dobbins (saison 6, épisode 11)

- Larry Poindexter (en) dans (4 séries) :
  - JAG (1997-1998) : Dalton Lowne (7 épisodes)
  - Sabrina, l'apprentie sorcière (2001) : Elliot (saison 5, épisode 20)
  - Nip/Tuck (2004) : M. Kintner (saison 2, épisode 5)
  - Esprits criminels (2013) : Jeff Godwin (saison 8, épisode 14)

- Brandon Morris dans :
  - Burn Notice (2007-2013) : l'agent Lane (10 épisodes)
  - Bluff City Law (2019) : Neil Colton (épisode 7)
  - For Life (2020-2021) : Lassiter (10 épisodes)

- George DelHoyo (en) dans :
  - Frasier (1993-1995) : le Père Mike (3 épisodes)
  - Sliders : Les Mondes parallèles (1996) : le juge John Nassau (saison 2, épisode 6)

- Edward Kerr (en) dans :
  - Snoops (en) (1999) : l'inspecteur Greg McCormack
  - Men in Trees : Leçons de séduction (2006) : Ian Slattery (saison 1, épisodes 2 et 6)

- Brian Keane dans :
  - New York, unité spéciale (2000-2001) : Dr Peters (3 épisodes)
  - Tracker (2025) : Bill Weaver (saison 2, épisode 20)

- Ernie Hudson dans :
  - Shérifs à Los Angeles (2003) : John Henry Barnes (15 épisodes)
  - Urgences (2006) : le colonel James Gallant (saison 12, épisodes 18 et 22)

- Ian Peck dans :
  - Inspecteur Barnaby (2003) : James Tapsell (saison 6, épisode 1)
  - Peaky Blinders (2013-2022) : Curly (27 épisodes)

- Lima Duarte dans :
  - Au cœur du péché (2004) : Afonso Lambertini
  - Caminho das Índias (2009) : Shankar

- Gil Birmingham dans :
  - Veronica Mars (2006) : Leonard Lobo (saison 2, épisodes 14 et 21)
  - Banshee (2014) : George Hunter (saison 2)

- Mark Gibbon (en) dans :
  - La Prophétie de l'oracle (2009) : Œil-de-Dragon (mini-série)
  - Continuum (2012) : Frank Bolo (saison 1, épisode 6)

- Antonio Te Maioha (en) dans :
  - Spartacus : Le Sang des gladiateurs (2010) : Barca (6 épisodes)
  - Spartacus : Les Dieux de l'arène (2011) : Barca (mini-série)

- Leonard Roberts dans :
  - The Magicians (2017-2018) : le roi Idri de Loria
  - Charmed (2020-2022) : Dexter Vaughn (saison 2, épisode 18 puis saison 4, épisodes 8 et 9)

- 1990-2000 : Inspecteur Morse : le sergent Robert Lewis (Kevin Whately) (2e voix, saisons 4 à 7)
- 1993-1994 : Les Sœurs Reed : l'inspecteur James Falconer (George Clooney)
- 1994-1996 : Masked Rider : le comte Dregon / le narrateur (Ken Merckx)
- 1995 : Melrose Place : Richard Hart (Patrick Muldoon)
- 1995 : JAG : Dirk Grover (Ryan Hurst) (saison 1, épisode 3)
- 1995 : Loïs et Clark : Les Nouvelles Aventures de Superman : Tim Lake (Jonathan Frakes) (saison 3, épisode 6)
- 1995-1998 : Hercule : Darphus (Matthew Chamberlain)
- 1996-1997 : Pacific Blue : l'agent Timothy Stone (David Lee Smith)
- 1996-1997 : Haute Tension : Michael Rhoades (Blair Underwood)
- 1996 : Friends : Le chorégraphe (Obba Babatundé) (saison 3, épisode 12)
- 1996 : Un coin de soleil : ? (Heio von Stetten)
- 1996-2009 : Amour, Gloire et Beauté : Clarke Garrison (Daniel McVicar) (2e voix) et Victor Newman (Eric Braeden) (4 épisodes)
- 1997-1999 : Sunset Beach : Ben Evans (Clive Robertson)
- 1997-1999 : Poltergeist : Les Aventuriers du surnaturel : Daniel Euwara (Robert Wisdom)
- 1997-2003 : Sabrina, l'apprentie sorcière : James (Bumper Robinson) (11 épisodes)
- 1997 : Retour sur la Côte Ouest : Robert Simons (John Laughlin (en))
- 1997 : Dark Skies : L'Impossible Vérité : Jerry Rubin (Timothy Omundson) (épisode 16)
- 1998-2004 : Charmed : l'inspecteur Darryl Morris (Dorian Gregory)
- 1998 : Les Enquêtes du professeur Capellari : Udo Pietsch (Marcus Bluhm) (saison 1, épisode 1)
- 1999-2007 : New York, unité spéciale : John Henderson (Frederick B. Owens) (saison 1, épisode 4), Sanjeev (Tommy Savas) (saison 4, épisode 2), Raul Menedez (Robert Montano) (saison 6, épisode 14), Dr Young (Glynn Turman) (saison 7, épisode 12), Jim Barrett (Cornell Womack) (saison 7, épisode 21), Adam Porter (Jefferson Breland) (saison 8, épisode 1) et Mel Cantor (John Douglas Thompson (en)) (saison 8, épisode 20)
- 2000-2004 : Stargate SG-1 : le technicien Vern Alberts (Bill Nikolai) et le commandant Jaffa (D. Harlan Cutshall) (saison 3, épisode 20)
- 2001 : Les Nuits de l'étrange : le narrateur (Henry Rollins)
- 2001 : Division d'élite : Alan DeLorenzo (Tommy Hinkley)
- 2001 : Sept à la maison : Rick (Eric Ware) (saison 6, épisode 5)
- 2001-2002 : Queer as Folk : Zack O'Tool (Matthew G. Taylor) (saison 1, épisode 13 et saison 2, épisode 6)
- 2002-2003 : Hôpital San Francisco : Dr Nicholas Kokoris (Oded Fehr)
- 2002-2003 : Les Destins du cœur : Paolo Bini (Renato Mori)
- 2002-2005 : Le Monde de Tracy Beaker : Norman « Duke » Ellington (Clive Rowe)
- 2002-2007 : Une famille du tonnerre : Jack Powers (Jack Blessing)
- 2003 : Nip/Tuck : Joel Brancato (Timothy Elwell) (saison 1, épisode 2)
- 2003-2004 : Red Cap : Police militaire : le sergent Kenneth Burns (Douglas Hodge)
- 2004-2007 : Ned ou Comment survivre aux études : Gordy (Daran Norris)
- 2004 : Dead Zone : Rob Coulter (Aaron Douglas) (saison 3, épisode 5)
- 2004-2008 : New York, section criminelle : Barry Carlson (Brian Haley (en)) (saison 4, épisode 1), l'agent Ron Vann (Joseph Latimore) (saison 6, épisode 14), Nikos Bakalis (John Viscardi) (saison 7, épisode 4) et John Eckhardt (Jeremy Shamos) (saison 7, épisode 15)
- 2005-2014 : Mon comeback : Mark Berman (Damian Young)
- 2005 : ShakespeaRe-Told : Oberon (Lennie James) (saison 1, épisode 4)
- 2005 : Philadelphia : Terrell (Malcolm Barrett) (saison 1, épisode 1)
- 2005 : Révélations : Asteroth (Werner Daehn) (mini-série)
- 2006 : Jericho : le chasseur (Ron Bottitta) (saison 1, épisode 14) et Barsotti (Nick Hoffa) (saison 2, épisode 5)
- 2006 : DOS : Division des opérations spéciales : Général Moyer (Fredric Lehne) (saison 1, épisode 22)
- 2006 : FBI : Portés disparus : Dr Jeremy Burton (Sean O'Bryan) (saison 5, épisode 3)
- 2006-2009 : The Closer : L.A. enquêtes prioritaires : Hoyt (Roland Kickinger) (saison 2, épisode 6) et Jesse Ray Moore (Geoff Meed) (saison 5, épisode 12)
- 2006-2007 : The Shield : Guardo Lima (Luis Antonio Ramos) (saison 5, épisode 8 et saison 6, épisode 3)
- 2007-2008 : Les Mystères romains : Venalicius (Richard Ridings)
- 2007-2010 : Damages : Malcolm (Michael Pemberton) et Agent Kelly (Réal Andrews) (saison 1, épisode 3)
- 2007-2013 : Heartland : Tim Fleming (Chris Potter) (1re voix)
- 2007 : Shark : Rick Lucas (Christopher B. Duncan) (saison 1, épisode 17)
- 2008 : True Blood : Longshadow (Raoul Trujillo)
- 2008 : Terminator : Les Chroniques de Sarah Connor : le général Perry (Peter Mensah) (2e voix - saison 2, épisode 12)
- 2008 : U.S. Marshals, protection de témoins : Edwin Grandes-Feuilles (Gregory Cruz) (saison 1, épisode 1)
- 2008-2010 : Underbelly : Jim Egan (Daniel Roberts) et Tibor (Brett Swain)
- 2009 : The Take : Ozzy (Brian Cox) (mini-série)
- 2009 : NCIS : Enquêtes spéciales : Ronald Nowakowski (Ronnie Gene Blevins) (saison 6, épisode 19)
- 2010 : Breaking Bad : inspecteur d'Albuquerque (Chris Ranney) (saison 3, épisode 7)
- 2010 : Physique ou Chimie : Ricardo López Castaño (Ramiro Blas) (6 épisodes)
- 2010 : The Defenders : le gérant de l'entrepôt (Marcus Folmar) (épisode 7)
- 2010 : Les Experts : lui-même (Gary LeVox) (saison 10, épisode 14)
- 2011 : Being Human : La Confrérie de l'étrange : Richard Headgraves (Mark Lewis Jones)
- 2011 : Undercovers : le barman (Alan O'Neill) (épisode 4)
- 2011 : The Office : David Brent (Ricky Gervais) (saison 7, épisodes 13 et 24)
- 2011 : Body of Proof : Jake Benjamin (Lou Sumrall) (saison 1, épisode 7)
- 2012 : Line of Duty : Philip Osborne (Owen Teale) (saison 1, épisodes 1 et 5)
- 2012 : Continuum : l'officier ERT (Reese Alexander) (saison 1, épisode 9)
- 2012 : Unforgettable : Jerry Mason (James DiSalvatore) (saison 1, épisode 12)
- 2012-2013 : Eagleheart : Deke (Dean Norris) (saison 2, épisode 4) et Quint (Muse Watson) (saison 3, épisode 7)
- 2013 : Serangoon Road (en) : Bruce « Macca » MacDonald (Tony Martin) et Wild Bill (Ted Maynard)
- 2013 :  Elementary : James Monroe (Ted King) (saison 2, épisode 6)
- 2014 : Gang Related : l'agent Billy Cabrera (Philip Anthony-Rodriguez)
- 2014 : Graceland : Lawrence (John Kapelos)
- 2014 : Black Mirror : Gordon (Ken Drury) et El Nino (Matthew Aubrey) (saison 2, épisode 4)
- 2014 : Street Fighter: Assassin's Fist : Older Gouki / Akuma (Joey Ansah)
- 2014-2015 : Black Jesus : Vic (Charlie Murphy)
- 2014-2016 : Grantchester : Chef Inspecteur Benson (David Troughton)
- 2014-2017 : Peaky Blinders : « King Maine » (Daniel Fearn) (5 épisodes)
- 2015-2017 : Hawaii 5-0 : lui-même (Duane Chapman)
- 2015 : The Strain : Angel Guzman Hurtado (Joaquín Cosío)
- 2016 : Luke Cage : Willis Stryker / Diamondback (Erik LaRay Harvey)
- 2017-2023 : Snowfall : Gustavo « El Oso » Zapata (Sergio Peris-Mencheta) (57 épisodes)
- 2018 : New Amsterdam : Hector Rivera (Teddy Cañez) (saison 1, épisode 11)
- 2018 : Carlo et Malik : Carlo Guerrieri (Claudio Amendola)
- 2018 : Les curieuses créations de Christine McConnell : Edgar (Mick Ignis)
- 2018 : Inspecteur Barnaby : Jordan Briggs (Colin McFarlane) (saison 20, épisode 5)
- 2020 : The Walking Dead: World Beyond : Wilkins (David A MacDonald) (saison 1, épisode 7)
- 2021 : Colin en noir et blanc : ? (?) (mini-série)
- 2021-2022 : See : Tormada (David Hewlett)
- 2022 : Black Bird : J. Connor (Joe Williamson) (mini-série)
- 2023 : La Chute de la maison Usher : le juge John Neal (Nicholas Lea) (mini-série)
- 2024 : The Sticky : ? (?)
- 2024 : Bandits, bandits : le chef du Mal (Jemaine Clement)
- 2025 : Andor : le sergent Gharial (Andrew Brooke) (saison 2)
- 2025 : Sandman : ? (?) (saison 2)
- 2025 : Alien: Earth : le colonel Naggs (Sahajak Boonthanakit)

#### Séries d'animation / OAV
- 1986-1987 : Flashman : Jin / Red Flash
- 1988-1990 : Fantastic Max : le père
- 1992-1994 : Yū Yū Hakusho : Yomi et Kirin
- 1993-1994 : Double Dragon : Jimmy Lee
- 1993 : Cadillacs et Dinosaures : Nok
- 1994-1996 : Aladdin : Nefir, Ayam Aghoul, Dominus Tusk (2e voix) et le capitaine Merc (1re voix)
- 1995-1996 : El Hazard, le Monde Magnifique : le professeur Fujisawa (1re voix) et Galus
- 1995-1996 : Gunsmith Cats : Bill Collins
- 1995 : Bambou et Compagnie : Rataleon
- 1996 : Eight Man : Tanaka Tony
- 1996 : Flash Gordon
- 1996-1997 : Équipières de Choc : le chef des frères noirs de Sumida (épisode 19)
- 1997 : Barbe-Rouge : l'Enclume (création de voix)
- 1997-1998 : Les Zinzins de l'espace : Stéréo Monovici (1re voix, création de voix)
- 1997 : Berserk : Pippin et Gambino
- 1998-2011 : Bob le bricoleur : Potimarron et Roulo
- 1998 : Les Aventures de Skippy : le buffle
- 1998 : Trigun : Brad (épisodes 20 et 21)
- 1998 : Alix : voix additionnelles (création de voix)
- 1999-2001 : Hunter × Hunter : Hisoka Morow, Capitaine, Isaac Netelo et Zepail
- 2000-2002 : Argento Soma : Frank, Yuri Leonov et voix additionnelles
- 2002 : L'Odyssée : le roi Tauross (création de voix)
- 2003-2004 : Fullmetal Alchemist : Scar
- 2003-2004 : Connie la vache : le narrateur et Cache-nez le hérisson
- 2003-2005 : Bobobo-bo Bo-bobo : le narrateur
- 2003-2006 : Pororo le petit pingouin : le narrateur
- 2003[n 6]-2013 : One Piece : Shanks le roux (3e voix), Magellan, Masira, Pagaya, Duvall, Joz (2e voix), Mr 1 (3e voix), Barbe blanche (3e voix), Vander Decken et Smoker (3e voix)
- 2004 : Area 88 (en) : Kanzaki
- 2004-2012 : Bleach : Senbonzakura, Hyōrinmaru, Edrad Liones, Ginjō Kugō, Zommari Leroux et le narrateur (épisode 266)
- 2004-2005 : Gankutsuou - Le Comte de Monte Cristo : Edmond Dantes, le comte de Monte Cristo, Peppino
- 2005 : Basilisk : Jōsuke Udono
- 2005-2006 : Ghost in the Shell: Stand Alone Complex : Ishikawa (OAV)
- 2006-2007 : Nana : Yasu
- 2006-2011 : Galactik Football : Artégor Nexus, Bennett, Harris, Lord Phoenix et voix additionnelles (création de voix)
- 2006-2012 : Hellsing Ultimate : Alucard
- 2007 : Blue Dragon : Nene, Legalas et Logi
- 2008 : Black Butler : Ash Landers et Azzuro Venere (épisode 2)
- 2008 : Vampire Knight : Rido Kuran et Haruka Kuran
- 2008 : Combo Niños : Diadoro et Directeur Bronka
- 2009-2010 : Fullmetal Alchemist: Brotherhood : Scar, Isaac McDougall, Sloth et Dominic LeCoulte
- 2009 : Ken le Survivant : Raoul (épisodes 92 à 109)
- 2009-2012 : Iron Man, la série animée : Zhang Xi / le Mandarin, Happy Hogan (en), Donald Gill / Blizzard, Fixeur (en), Nick Fury et le comte Nefaria (création de voix)
- 2009-2019 : Fairy Tail : Panther Lily, Pape de Zentopia, Dragon de pierre et Doriate
- 2010-2011 : Black Lagoon Roberta's Blood Trail : Dutch (2e voix)
- 2010-2011 : Simsala Grimm : Jean de fer
- 2010-2011 : Digimon Fusion : Neptunemon, Knightmon, Wisemon, Angemon, Gargomon, Etemon, WaruMonzaemon, Dorbickmon et Devildramon
- 2010-2013 : Bakuman. : le père de Kaya Miyoshi
- 2011-2014 : Hunter x Hunter : Tsezugera, Goto, voix diverses
- 2011-2012 : Wakfu : Anathar et Actator (création de voix)
- 2012-2013 : Victory Kickoff!! : Rin Furuya
- 2012-2015[n 7] : Black Dynamite : Black Dynamite
- 2012-2017 : Les Tortues Ninja : Splinter, Zeno, Leatherhead (2e voix) et Miyamoto Usagi
- 2013[n 8] : JoJo's Bizarre Adventure : Battle Tendency : Wamuu
- 2015 : The Heroic Legend of Arslan : Qbad
- depuis 2015 : Miraculous, les aventures de Ladybug et Chat Noir : Gabriel Agreste / le Papillon (création de voix)
- 2016 : Lastman : Chorum (création de voix)
- 2016 : Re:Zero : Rom, Chin, Marcos Gildark et Ricardo Welkin (1er doublage)
- 2016-2018 : Skylanders Academy : Pepper Jack
- 2016-2022 : Mob Psycho 100 : Musashi Goda, Koyama Megumu et Banshōmaru
- 2018-2020 : Le Destin des Tortues Ninja : Maître Splinter
- 2018-2023 : L'Attaque des Titans : Naile Dork
- depuis 2018 : My Hero Academia : All For One (2e voix, depuis la saison 3)
- 2019 : Fire Force : Onyango, Gustaf Honda, Soichiro Hague
- 2019-2023 : Kengan Ashura : Hideki Nogi et Ronald Haraguchi
- 2020 : Great Pretender : Anderson
- 2021 : DOTA: Dragon's Blood (en) : l'invocateur
- depuis 2022 : Bleach: Thousand-Year Blood War : Grand Ancien Ichibe Hyosube
- depuis 2022 : Hamster et Gretel : Hamster
- 2023 : Frieren : Qual et voix additionnelles
- 2024 : X-Men ’97 : Nathaniel Essex / Mister Sinister
- 2024-2025 : Fairy Tail: 100 Years Quest : Panther Lily

### Jeux vidéo
- 1996 : La Panthère rose : Passeport pour le danger : Ananda et voix additionnelles

- 2001 : Star Wars: Galactic Battlegrounds : Le général Maximillian Veers
- 2001 : "Tom Clancy's Ghost Recon" : Voix briefing
- 2002 : "Tom Clancy's Ghost Recon: Island Thunder" : Voix briefing
- 2002 : Star Wars: Galactic Battlegrounds - Clone Campaigns
- 2002 : Star Wars: Jedi Starfighter : Comte Dooku
- 2002 : Largo Winch : Aller simple pour les Balkans : John Sullivan, Javier Escondido et le chef russe[n 9]
- 2002 : Empereur : L'Empire du milieu : le narrateur des missions
- 2002 : Die Hard: Vendetta : voix additionnelles
- 2002 : Harry Potter et la Chambre des secrets (version PC) : Professeur Rogue
- 2002 : Neverwinter Nights : Capitaine Makarth
- 2002 : Aliens versus Predator 2: Primal Hunt : Dr Adam Post et voix additionnelles
- 2002 : The Thing : Carter
- 2002 : Tom Clancy's Splinter Cell : Le colonel Irving Lambert
- 2002 : Warcraft 3 : Rexxar le champion de la Horde, le seigneur Garithos et Medivh
- 2002 : Bob le bricoleur : Réparer c'est gagné ! : Potimarron et Roulo
- 2004 : Tom Clancy's Splinter Cell: Pandora Tomorrow : Le colonel Irving Lambert[n 9]
- 2004 : Spider-Man : Dr Octopus et Shocker
- 2004 : Men of Valor : le capitaine Michael K. Dandridge et le père de Shepard
- 2005 : Ultimate Spider-Man : ?
- 2005 : Jade Empire : Monsieur Teh, Chumin, Bai l'Alpagueur, Sung Bo  Kai Lan le Serpent et le fantôme de Ren Ming
- 2005 : Jak X : GT Blitz, Mizo[n 9]
- 2005 : Prince of Persia : Les Deux Royaumes : le prince de l'Ombre[n 9]
- 2005 : Quake 4 : Le lieutenant Voss
- 2005 : Ratchet: Gladiator : Gleeman Vox
- 2005 : Conflict: Global Storm : l'opérateur radio
- 2005 : Spartan: Total Warrior : Séjan
- 2005 : Tom Clancy's Splinter Cell: Chaos Theory : le colonel Irving Lambert
- 2005 : World of Warcraft : Moroes et voix additionnelles
- 2005 : FEAR : Charles « Chuck » Habegger
- 2005 : Stronghold 2 : voix additionnelles
- 2005 : Mortal Kombat: Shaolin Monks : Sub-Zero[n 9]
- 2005 : Bob le bricoleur : Bob rénove un château : Potimarron et Roulo
- 2006 : Gears of War : Augustus « Cole Train » Cole
- 2006 : Commandos: Strike Force : voix additionnelles
- 2006 : Medieval II: Total War : le conseiller tactique
- 2006 : Red Steel : voix additionnelles[n 9]
- 2006 : The Elder Scrolls IV: Oblivion : les personnages Impériaux, Brétons et Drémoras
- 2006 : Tom Clancy's Splinter Cell: Double Agent : le colonel Irving Lambert[n 9]
- 2006 : Warhammer 40,000: Dawn of War - Dark Crusade : le narrateur et les chevaliers gris
- 2006 : ParaWorld : le maire
- 2006 : Héros de la Ligue des justiciers : Darkseid
- 2007 : BioShock : Docteur J.S. Steinman
- 2007 : Anno 1701 : Tetonka
- 2007 : Mass Effect : Lorik Qu'in, Rafael Vargas, Simon Atwell et Barla Von
- 2007 : Transformers, le jeu : Brawl, Shockwave (PSP) et voix additionnelles
- 2007 : Bladestorm : La guerre de cent ans : le tavernier
- 2007 : Halo 3 : Chef Brute et un pilote homme
- 2007 : FEAR Perseus Mandate : David Raynes
- 2008 : Fable II : le commandant de la Flèche Brisée
- 2008 : Frontlines: Fuel of War : le Commandant des Chiens Errants
- 2008 : Fallout 3 : Protecteur McGraw, Sergent Benjamin "Benji" Montgomery
- 2008 : Gears of War 2 : Augustus « Cole Train » Cole
- 2008 : Lost Odyssey : Général Kathanos
- 2008 : Brothers in Arms: Hell's Highway : le soldat de 1re classe James Marsh
- 2008 : Mortal Kombat vs. DC Universe : Shang Tsung, Darkseid, Shao Khan
- 2008 : Rise of the Argonauts : Dédale
- 2008 : Time Crisis 4 : le général Maxwell
- 2008 : Mirror's Edge : Merc
- 2008 : Warhammer 40,000: Dawn of War - Soulstorm : le narrateur
- 2008 : Transformers Animated : Le jeu : Bulkhead, Ultra Magnus et Shockwave
- 2009 : Call of Duty: Modern Warfare 2 : le sergent Foley et Viktor
- 2009 : Dragon Age: Origins : Sten
- 2009 : Halo Wars : unités Elites, ODST et véhicules Grizzly, Vampire
- 2009 : Harry Potter et le Prince de sang-mêlé : Professeur Rogue[n 9]
- 2009 : League of Legends : Panthéon (1re voix), Mordekaiser
- 2009 : Risen : Scordo
- 2009 : The Lapins Crétins : La Grosse Aventure : voix additionnelles
- 2009 : The Saboteur : Luc
- 2009 : Borderlands : Claptrap
- 2010 : Fallout: New Vegas : Marcus
- 2010 : Mass Effect 2 : Zaeed Massani
- 2010 : Spider-Man : Dimensions : Mysterio
- 2010 : StarCraft 2: Wings of Liberty : le général Horace Warfield
- 2010 : Tom Clancy's Splinter Cell: Conviction : le colonel Irving Lambert[n 9]
- 2010 : Mafia II : voix additionnelles
- 2010 : Crackdown 2 : voix additionnelles
- 2010 : Halo: Reach : Jorge-052
- 2010 : Lost Horizon : voix additionnelles
- 2010 : Mass Effect 2 : Le Courtier de l'ombre : voix additionnelles
- 2011 : Alice : Retour au pays de la folie : le chat du Cheshire et voix additionnelles à Londres
- 2011 : Killzone 3 : l'annonceur des Helghasts en multijoueur [30]
- 2011 : Harry Potter et les Reliques de la Mort, partie 2 : Professeur Rogue
- 2011 : Gears of War 3 : Augustus « Cole Train » Cole
- 2011 : Skylanders: Spyro's Adventure : Ignitor
- 2011 : Star Wars: The Old Republic : Cerbère et divers marchands
- 2011 : Battlefield 3 : Razorback 2-2
- 2011 : World of Tanks : l'équipage du blindé
- 2012 : Borderlands 2 : Claptrap
- 2012 : Call of Duty: Black Ops II : DeFalco
- 2012 : Game of Thrones : Le Trône de fer : Alester[n 9]
- 2012 : Halo 4 : Jul 'Mdama, Paul DeMarco et voix additionnelles
- 2012 : Mass Effect 3 : Zaeed Massani et Major Coats
- 2012 : Twisted Metal : Sweet Tooth
- 2012 : PlayStation All-Stars Battle Royale : Sweet Tooth
- 2012 : Resident Evil: Operation Raccoon City : Erez « Harley » Morris
- 2012 : Skylanders: Giants : Sunburn, Ignitor
- 2013 : Army of Two : Le Cartel du diable : Bravo[n 9]
- 2013 : Company of Heroes 2 : divers soldats
- 2013 : Gears of War: Judgment : Augustus « Cole Train » Cole
- 2013 : Injustice : Les dieux sont parmi nous : Clark Kent / Superman[n 9]
- 2013 : Skylanders: Swap Force : Wash Buckler, Ignitor, le conseiller Yéti
- 2013 : Sniper: Ghost Warrior 2 : Carl Maddox
- 2013 : Total War: Rome II : Soldats[n 9]
- 2014 : La Terre du Milieu : L'Ombre du Mordor : divers Uruks
- 2013 : Sly Cooper : Voleurs à travers le temps : El Jefe
- 2014 : Skylanders: Trap Team : Pepper Jack, Krypt King et Blackout
- 2014 : Halo: The Master Chief Collection (Halo 2 : Anniversary) : Frederic-104 et voix additionnelles
- 2015 : Assassin's Creed Syndicate : James Brudenell[n 9]
- 2015 : Evolve : Torvald Stavig
- 2015 : Fallout 4 : voix additionnelles[n 9]
- 2015 : Halo 5: Guardians : Jul 'Mdama, Frederic-104 et le gouverneur Sloan
- 2015 : Star Wars: Battlefront : voix additionnelles[n 9]
- 2015 : Tom Clancy's Rainbow Six: Siege : Thatcher
- 2015 : Borderlands: The Pre-Sequel : Claptrap
- 2016 : Battlefield 1 : voix additionnelles
- 2016 : Mafia III : voix additionnelles
- 2016 : Skylanders: Imaginators : Pepper Jack, Hood Sickle, Draeger, Terreur de la Création
- 2016 : The Witcher 3: Wild Hunt – Blood and Wine : Milton de Peyrac-Peyran
- 2016 : Gears of War 4 : Augustus « Cole Train » Cole
- 2016 : Titanfall 2 : Titan BT-7274
- 2016 : World of Warcraft: Legion : Moroes
- 2017 : Horizon Zero Dawn : Lakhir
- 2017 : Injustice 2 : Clark Kent / Superman et Swamp Thing[n 9]
- 2017 : Wolfenstein II: The New Colossus : Bombate[n 9]
- 2017 : Destiny 2 : Osiris
- 2017 : Dishonored : La Mort de l'Outsider : Aveuglés et Fanatiques[n 9]
- 2017 : Assassin's Creed Origins : voix additionnelles[n 9]
- 2017 : Lego Marvel Super Heroes 2 : ?
- 2018 : Monster Hunter: World : le Commandant[n 9]
- 2018 : Lego DC Super-Villains : Superman et Kalibak[n 9]
- 2019 : Mortal Kombat 11 : Shang Tsung[n 9]
- 2019 : Remnant: From the Ashes : le Roi Immortel
- 2019 : Metro Exodus : Le professeur
- 2019 : Gears 5 : Augustus « Cole Train » Cole
- 2019 : Borderlands 3 : Claptrap
- 2020 : Final Fantasy VII Remake : voix additionnelles
- 2020 : Ghost of Tsushima : Jiroku, Taichi et voix additionnelles (brigands, …)
- 2020 : Marvel's Spider-Man: Miles Morales : membre de l'Underground, voix de l'exposition au musée Oscorp et agent de sécurité de Roxxon
- 2020 : Cyberpunk 2077 : Dennis Cranmer, Santiago, Drausin et voix additionnelles
- 2021 : Necromunda: Hired Gun : Gron[n 9]
- 2021 : Les Gardiens de la Galaxie : Groot
- 2022 : CrossfireX : Logan Brewer
- 2022 : Marvel's Midnight Suns : Hulk
- 2023 : Final Fantasy XVI : l'archiduc Elwyn Rosfield
- 2023 : Mortal Kombat 1 : Shang Tsung
- 2024 : Final Fantasy VII Rebirth : Gi Nattak
- 2024 : Warhammer 40,000: Space Marine 2 : Straban
- 2024 : Miraculous : Paris Under Siege : Gabriel / le Papillon
- 2024 : Dead Rising Deluxe Remaster : Brock Mason et Ed DeLuca

## Voix off

### Livres audio
- Monster, de Patrick Bauwen, Audiolib, 2009
- Shutter Island, de Dennis Lehane, Audiolib, 2009
- L'écorchée, de Donato Carrisi, Audiolib, 2014
- Mr. Mercedes, de Stephen King, Audiolib, 2015
- Que ta volonté soit faite, de Maxime Chattam, Audiolib, 2015
- Carnets noirs, de Stephen King, Audiolib, 2016
- Les mots sont des fenêtres (ou bien ce sont des murs), de Marshall Rosenberg, Audiolib, 2016
- Tout le monde te haïra, de Alexis Aubenque, Audible Studios, 2016
- Fin de ronde, de Stephen King, Audiolib, 2017
- Itinéraire d'une mort annoncée, de Fabrice Barbeau, Audible Studios, 2017
- Les Fantômes d'Eden, de Patrick Bauwen, Audible Studios, 2017
- L'Affaire Léon Sadorski, de Romain Slocombe, Audible Studios, 2017
- L'Étoile jaune de l'inspecteur Sadorski, de Romain Slocombe, Audible Studios, 2017
- Sadorski et l'ange du péché, de Romain Slocombe, Audible Studios, 2018
- Cari Mora, de Thomas Harris, Audiolib, 2019
- L'égarée, de Donato Carrisi, Audiolib, 2019
- D-Day et la bataille de Normandie, de Antony Beevor, Audiolib, 2020

### Émissions de télévision
- River Monsters : voix de Jeremy Wade (1re voix saison 1 à 6 et spin-offs)
- Jeremy Wade's Dark Waters : voix de Jeremy Wade
- Man at Arms : Art of War : voix de Danny Trejo
- Dog, le chasseur de primes : voix de Duane Chapman
- La Route de l'enfer : voix de Rodney
- Les Maçons du cœur : voix de Paul (1re voix)
- Cauchemar en cuisine (Grande-Bretagne) : voix additionnelles
- La Loi de Northwoods : voix additionnelles
- Dangers dans le ciel
- Crash Team
- Pêcheurs De l'Extrême
- Café racer
- La Famille Stallone (en)

### Documentaires
- Thera, volcan de l'Apocalypse : narrateur
- Ascension et déclin du Nazisme (Histoire TV) : narrateur
- 2023 : Le Catch dans la peau (Netflix) : Al Snow

## Distinctions
- Premier prix de comédie moderne au conservatoire de Clermont-Ferrand